# Понпейский язык
Понапе — микронезийский язык, распространённый на острове Понпеи, объединяемый в одну группу с близкими языками населения атоллов Мокил (около 100 чел.) и Пингелап (около 100 чел.).